# Katholische Pfarrkirche Gröbming

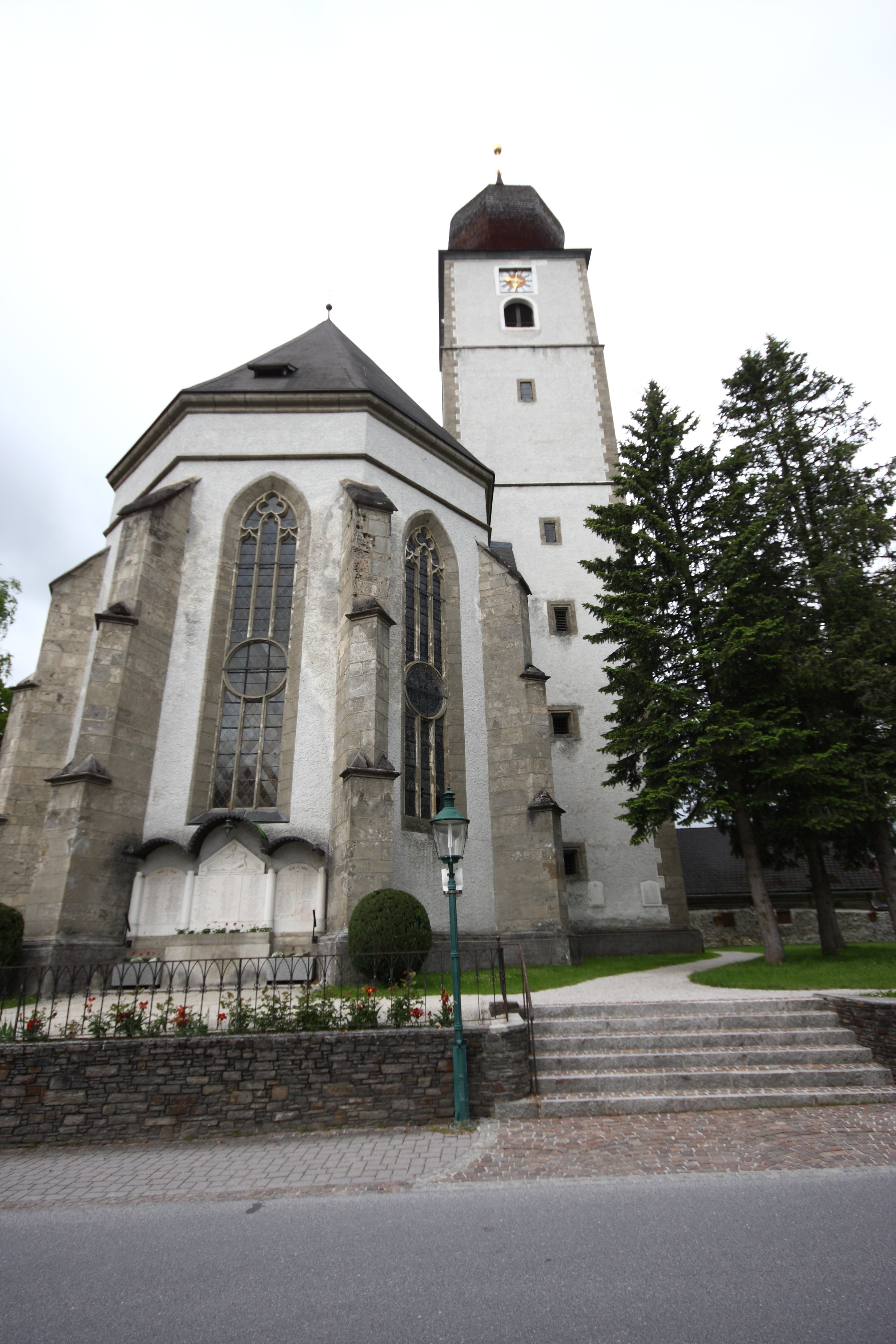
Chorpartie der Katholischen Pfarrkirche Mariä Himmelfahrt in Gröbming (Aufnahme 2013)

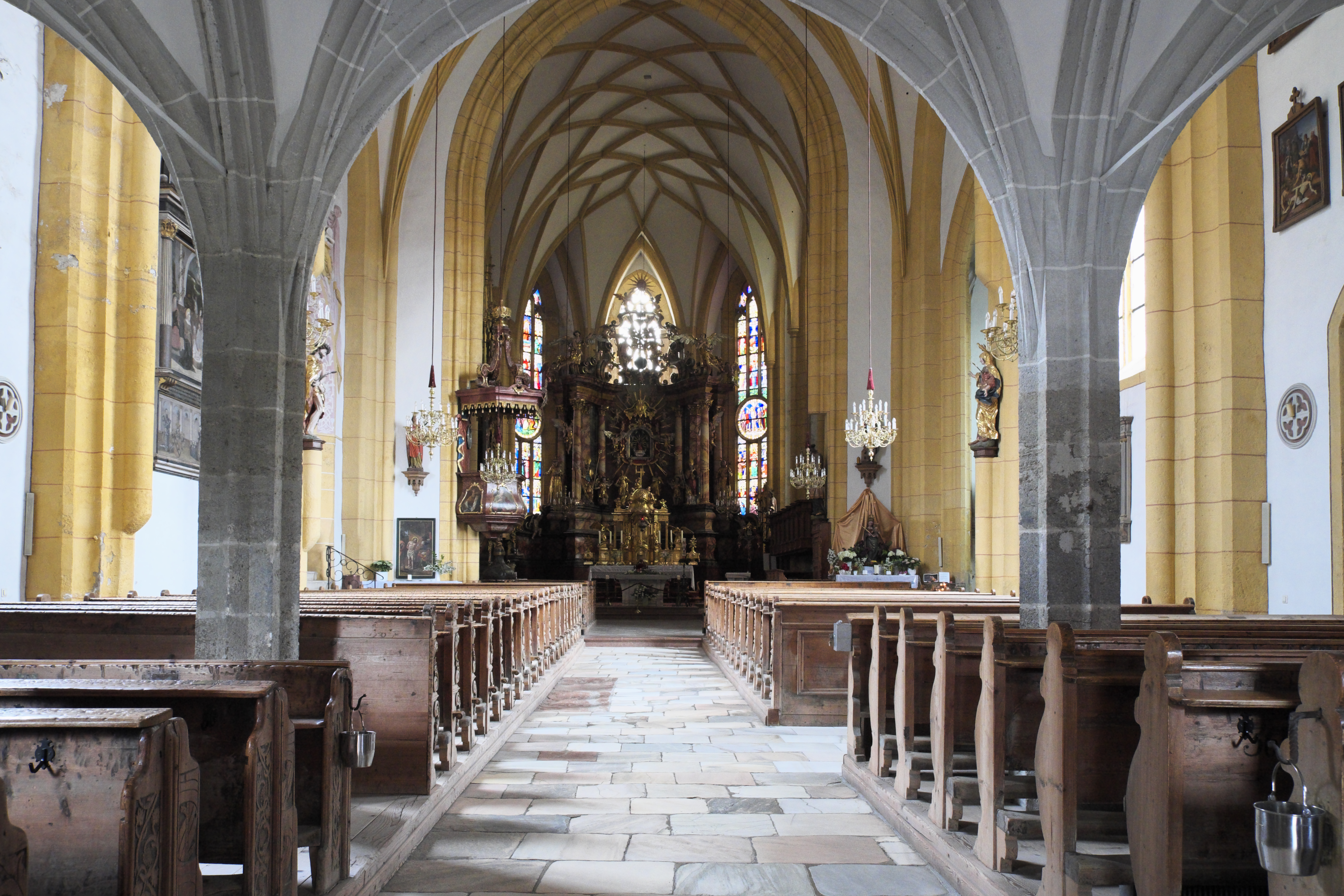
Blick vom Langhaus zum Chor (Aufnahme 2018)

Die katholische Pfarrkirche Gröbming steht erhöht in der Marktgemeinde Gröbming im Bezirk Liezen in der Steiermark. Die dem Fest Mariä Himmelfahrt geweihte römisch-katholische Pfarrkirche gehört zum Seelsorgeraum Oberes Ennstal der Diözese Graz-Seckau. Die Kirche steht unter Denkmalschutz (Listeneintrag).

## Lagebeschreibung
Die Kirche von Gröbming steht auf einer etwas erhöhten Geländestufe mitten in der Marktgemeinde. Mit ihrem massigen Baukörper und hochaufragenden Turm ist sie Wahrzeichen des Ortes.

## Geschichte

### Pfarrgeschichte
Anfänge der Pfarre Gröbming
Die Pfarre Gröbing zählt zu den ältesten Seelsorgestätten in der Obersteiermark. Die Gründung einer Pfarre in Gröbming erfolgte wahrscheinlich mit dem Abschluss der von Salzburg ausgehenden Christianisierung des Ennstales. Die erste Nennung des Ortes erfolgte 1130, rund 40 Jahre später wurde erstmals ein amtierender Seelsorger in Gröbming erwähnt. Dieser „Pfarrer Rutpert“ wurde 1170 und ein weiteres Mal zehn Jahre später als Zeuge in Urkunden genannt. Der Seelsorger dürfte vermögend gewesen sein, da er der Abtei Seckau mehrere Bücher schenkte. Einer der Nachfolger Rutperts war Pfarrer Berthold, der 1218 urkundlich genannt wird. Er hatte, wie sein Amtskollege in Haus, den Rang eines erzbischöflichen Kaplans. Die Seelsorge in der weitläufigen Pfarre Haus wurde vermutlich durch mehrere geistliche Mitarbeiter durchgeführt. Erzbischof Eberhard von Regensberg gliederte die Erzdiözese Salzburg in der Zeit um 1230 in Archidiakonate. Die Pfarren des steirischen Ennstales lagen in der Zuständigkeit seines Dompropstes. Dazu zählten neben Gröbming auch Haus, Pürgg, Irdning, Lassing und Admont.
Pfarre Gröbming unter dem Bistum Chiemsee (1284–1636)
Erzbischof Eberhard von Regensberg errichtete in seiner Amtszeit auch das Bistum Chiemsee, dessen Bischöfe aber, wie die Bischöfe von Seckau und Gurk dem Metropolioten als Weihbischöfe zur Verfügung standen. Um die neuen Bischöfe besser materiell versorgen zu können, überließ ihnen der Erzbischof einen Teil der Einkünfte unterschiedlicher Pfarren mit dem Recht, den dort verantwortlichen Seelsorger einzusetzen. Auf diesem Weg kam die Pfarre Gröbming ab 1284 in den Verantwortungsbereich des Bischofs von Chiemsee. Der Pfarrer von Gröbnming amtierte als „Vikar“ des Bischofs. Dies führte zur Situation, dass nunmehr zumindest ein Bischof als Pfarrherr von Gröbming amtierte. Einige von ihnen brachten sich für Kirche und Seelsorge in Gröbming ein. So wurde etwa die Pfarrkirche im späten 15. Jahrhundert errichtet. Der politischen Beziehungen des Bischofs ist die Stiftung von Kaiser Friedrich III. (HRR) im Jahr 1493 zu verdanken. Deren Ertrag wurde zur Bestreitung des Lebensunterhalts eines zusätzlichen Geistlichen bestimmt, mit der Bestimmung, täglich eine Frühmesse zu lesen. Aus einem Visitationsbericht aus dem Jahr 1528 geht hervor, dass der Vikar, gemeinsam mit zwei Kaplänen und dem „Frühpriester“ für die Seelsorge in Gröbming verantwortlich war. Zu dieser Zeit zählten auch Öblarn und St. Martin sowie die Sölktäler zum Seelsorgegebiet.
Gröbming als Patronatspfarre des Stift Admont
Ab 1636 stand die Pfarre Gröbming wieder direkt in der unmittelbaren Verfügungsgewalt der Erzdiözese Salzburg. Gröbming wurde gegen die Pfarre Leoben eingetauscht, die bislang dem Stift Admont unterstand. Der Tausch wurde 1690 vollzogen. Dabei wurde festgelegt, dass auf zwei Vikare des Stifts Admont jeweils ein Weltpriester folgen soll. Diese Bestimmung wurde jedoch nur ein Mal zu Beginn angewandt worden. Seit der Mitte des 16. Jahrhunderts ist die Reihe der Seelsorger durchgehend dokumentiert – bis 1714 waren durchwegs Weltpriester für die Pfarre verantwortlich. Bis auf eine Ausnahme leiteten in weiterer Folge bis 1945 Priester aus dem Stift Admont die Pfarre. Von 1945 bi 1981 waren Weltpriester für die Kirche zuständig, seither stellt wieder das Stift Admont die Seelsorger.
Bis zur Neuregelung der Bistumsgrenzen unter Kaiser Joseph II. gehörte die Pfarre Gröbming zur Erzdiözese Salzburg, von 1785 bis 1859 zur Diözese Leoben, die in weiterer Folge mit der Diözese Graz-Seckau vereinigt wurde.

### Baugeschichte
Vorgängerbauten
Zu den Vorgängerbauten der heutigen Kirche in Gröbming fehlen die Anhaltspunkte. Da Gröbming bereits seit dem 12. Jahrhbundert eine Pfarre war, ist davon auszugehen, dass sich am Standort der heutigen Kirche bereits ein romanischer Kirchenbau befunden hat. Die Kirche wurde im Mittelalter vermutliche mehrfach umgestaltet und eventuell auch vergrößert. In einer Notiz aus dem Jahr 1459 ist überliefert, dass Ulrich von Plankenfels, Bischof von Chiemsee am 9. Oktober die Kirche geweiht hatte.
Spätgotischer Neubau
Um 1490 wurde es jedoch notwendig einen Neubau zu errichten. Die alte Kirche wurde zur Gänze durch einen zeitgemäßen und repräsentativen Bau ersetzt. Die Jahreszahl 1491 an der Westfront dürfte das Jahr des Beginns der Arbeiten darstellen, die Inschrift „1500“ am inneren Chorbogen wahrscheinlich das Jahr der Fertigstellung. Die Innenausgestaltung dürfte noch etwas länger gedauert haben. Die Weihe der Kirche durch den Bischof von Chiemsee, Berthold Pürstinger, ist im Jahr 1511 überliefert.

## Architektur
Der Kirchenraum ist mächtig und hoch. An das vierjochige Langhaus mit einem stark eingeschnürten, profilierten Spitzbogen als Fronbogen schließt ein fast gleich breiter zweijochiger Chor mit einem Fünfachtelschluss an. Die Kirche hat Netzrippengewölbe auf profilierten Wandpfeilern mit vorgesetzten Dreiviertelrunddiensten, im Chor mit einer geknickten Reihung. Die Maßwerkfenster sind zwei- und dreibahnig – im Chor mit einem übergreifenden Rundmedaillon. Die Glasmalereien sind aus der zweiten Hälfte des 19. Jahrhunderts. Im östlichen Langhausjoch sind an beiden Seiten vor dem Fronbogen Seitenkapellen angebaut. Die südliche gotische Seitenkapelle hat ein Sternrippengewölbe, verwandt mit Lassing. Die nördliche mit Stuck aus dem 18. Jahrhundert barockisierte Seitenkapelle ist um acht Stufen erhöht.

## Glocken
Im obersten Geschoß des Kirchturms hängt ein fünfstimmiges Glockengeläut aus Bronze, das 2005 von der Glockengießerei Perner in Passau gegossen wurde. Es ersetzt ein Geläut aus Stahl der Gießerei Böhler aus dem Jahr 1922.
| Glocke | Name                          | Gewicht | Durchmesser | Schlagton | Inschrift                                                                          |
| ------ | ----------------------------- | ------- | ----------- | --------- | ---------------------------------------------------------------------------------- |
| 1      | Hl. Maria (Festtagsglocke)    | 4565 kg | 1850 mm     | a°        | ST. MARIA, REGINA COELI + TU NES AS HOSTE PROTEGE AT MATUS HORA SUSPICE            |
| 2      | Hl. Benedikt (Sonttagsglocke) | 2285 kg | 1850 mm     | cis′      | SS. CONFESSOR DOMINI + MONECHORE PATER ET PAX BENEDICTE                            |
| 3      | Hl. Joseph                    | 1253 kg | 1220 mm     | e′        | ST. JOSEPH, BONA PATER ET PROTECTOR NOSTRA + SEMPER FER AUXILIUM PAROCHIAE NOSTRAE |
| 4      | Hl. Anna                      | 1160 kg | 1160 mm     | fis′      | STA. MATER ANNA + AT FILIA TEMPTUM FILIUS FILASQUAE CONVOGA                        |
| 5      | Hl. Barbara                   | 0380 kg | 0790 mm     | cis″      | STA. BARBARA + HONOR ESTO NOSTRI IN HORO                                           |

## Ausstattung
Der mächtige Säulenhochaltar aus 1775 trägt die Statuen der Heiligen Virgil mit dem Salzburger Dom und Rupert mit dem Salzfass und Engel vom alten Hochaltar.
An der Nordwand des Chores steht ein großer, gut erhaltener spätgotischer Flügelaltar, ein Lettner- oder Laienaltar, seit 1664 in dieser Situierung. Der Flügelaltar entstand um 1520 in der Werkstatt von Lienhart Astl und wurde von 1950 bis 1954 restauriert. Der Schrein ohne Rückwand und für durchfallendes Licht entworfen trägt in drei Geschoßen Christus mit den Zwölf Aposteln. Die Flügelseiten zeigen vier Reliefs: die Geißelung, die Dornenkrönung, die Beweinung unter dem Kreuz und die Auferstehung nach Holzschnitten von Hans Schäufelein. Die gemalten Werktagsseiten zeigen ebenfalls Passionsszenen, gemalt von einem Maler der Donauschule nach Holzschnitten von Albrecht Altdorfer. Im Gesprenge sind Christus am Kreuz zwischen den zwei Schächern und Maria und Johannes. Die Predella zeigt ein Bild der hl. Rosalia aus 1665. Die Kirchenbänke stammen aus dem frühen 16. Jahrhundert.
Orgel
Die Orgel aus dem Jahr 1782 wurde aus Admont hierher übertragen. Unter Verwendung des historischen Gehäuses baute die Orgelbaumanufaktur Walcker-Mayer als Opus 4481 im Jahr 1962 ein neues Instrument mit 26 Registern auf zwei Manualen und Pedal ein.

Bildergalerie: Ausstattung
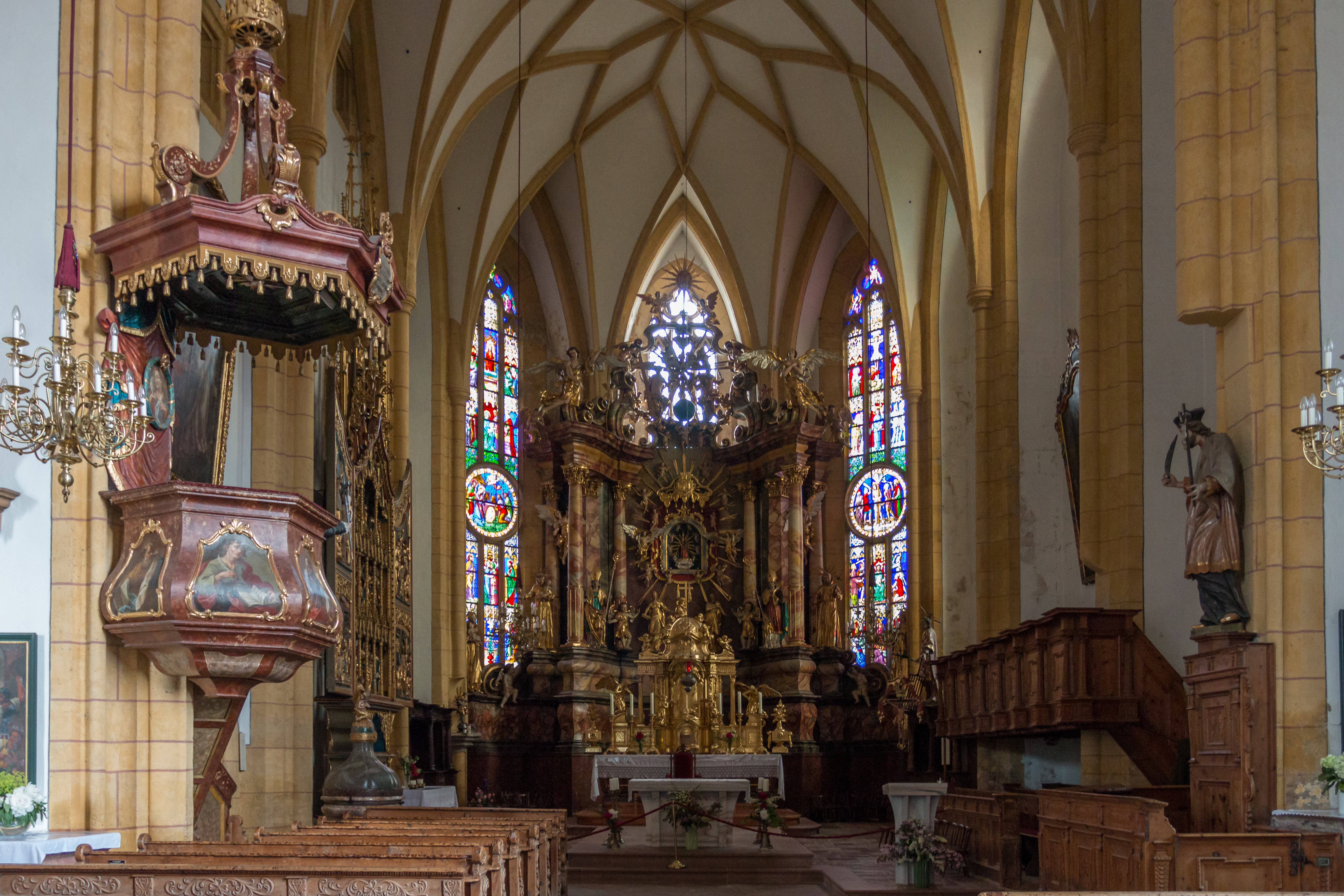
Blick in den Chorraum mit Hochaltar (Aufnahme 2018)
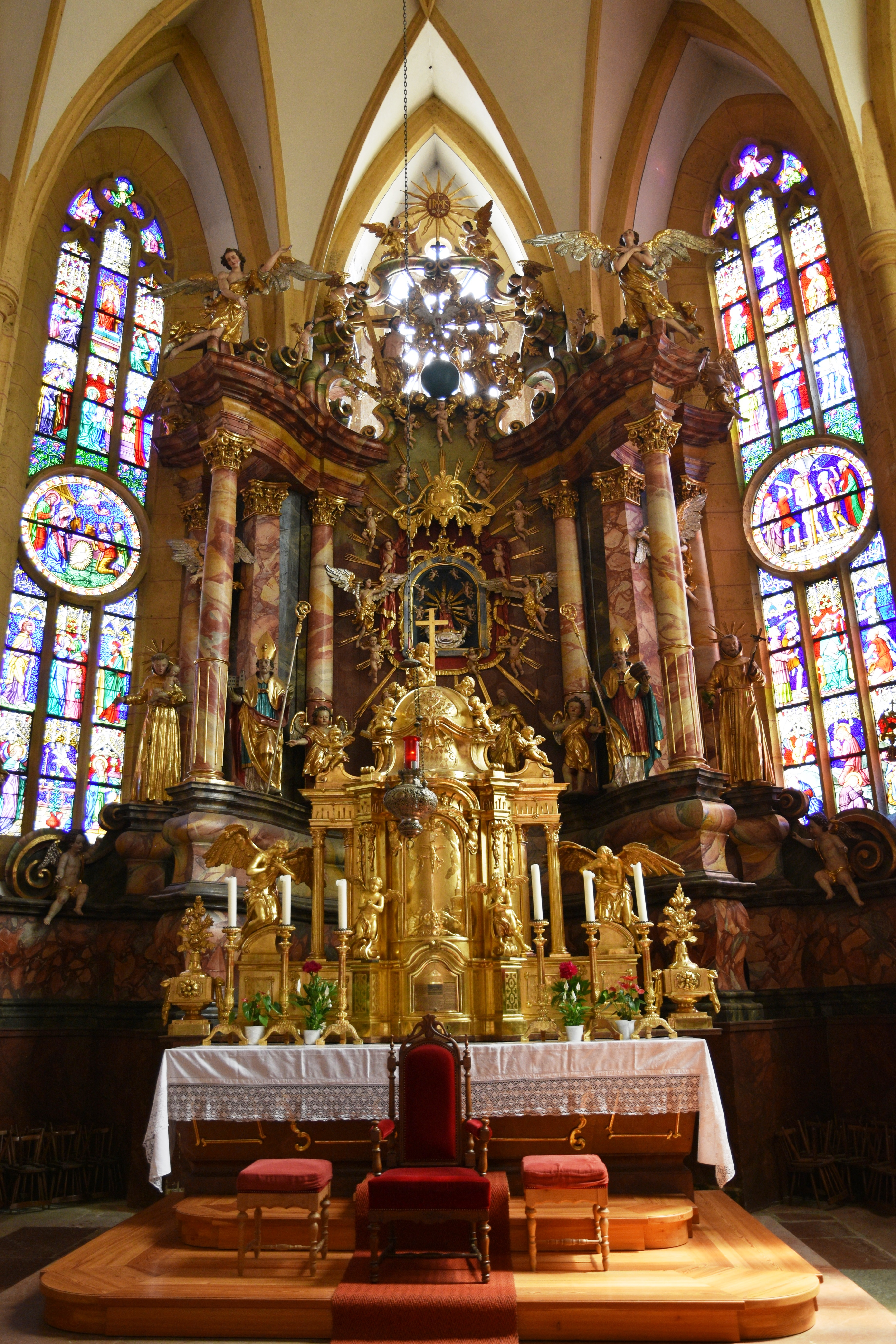
Hochaltar (Aufnahme 2020)
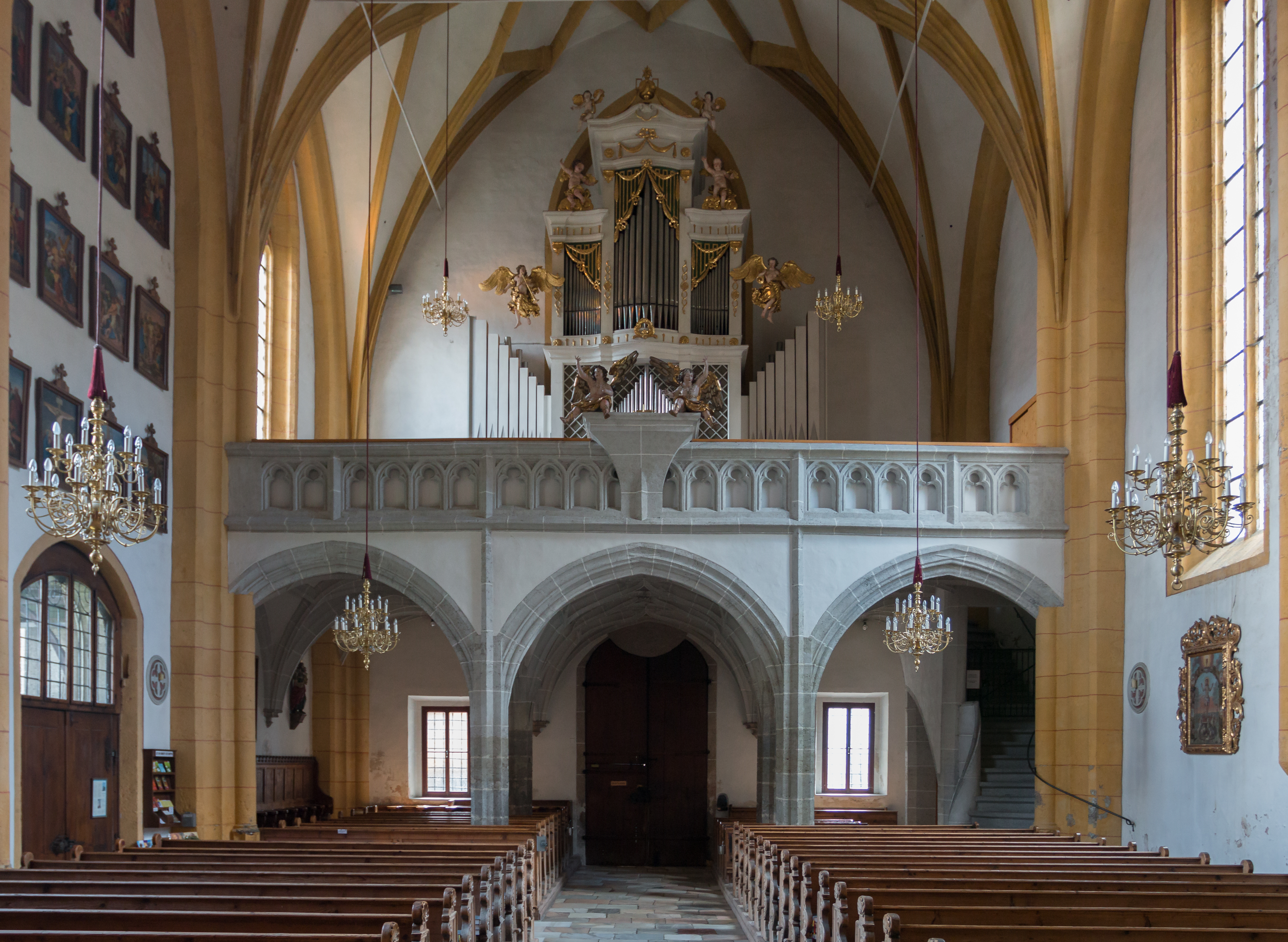
Blick nach Westen mit Empore und Orgel (Aufnahme 2018)
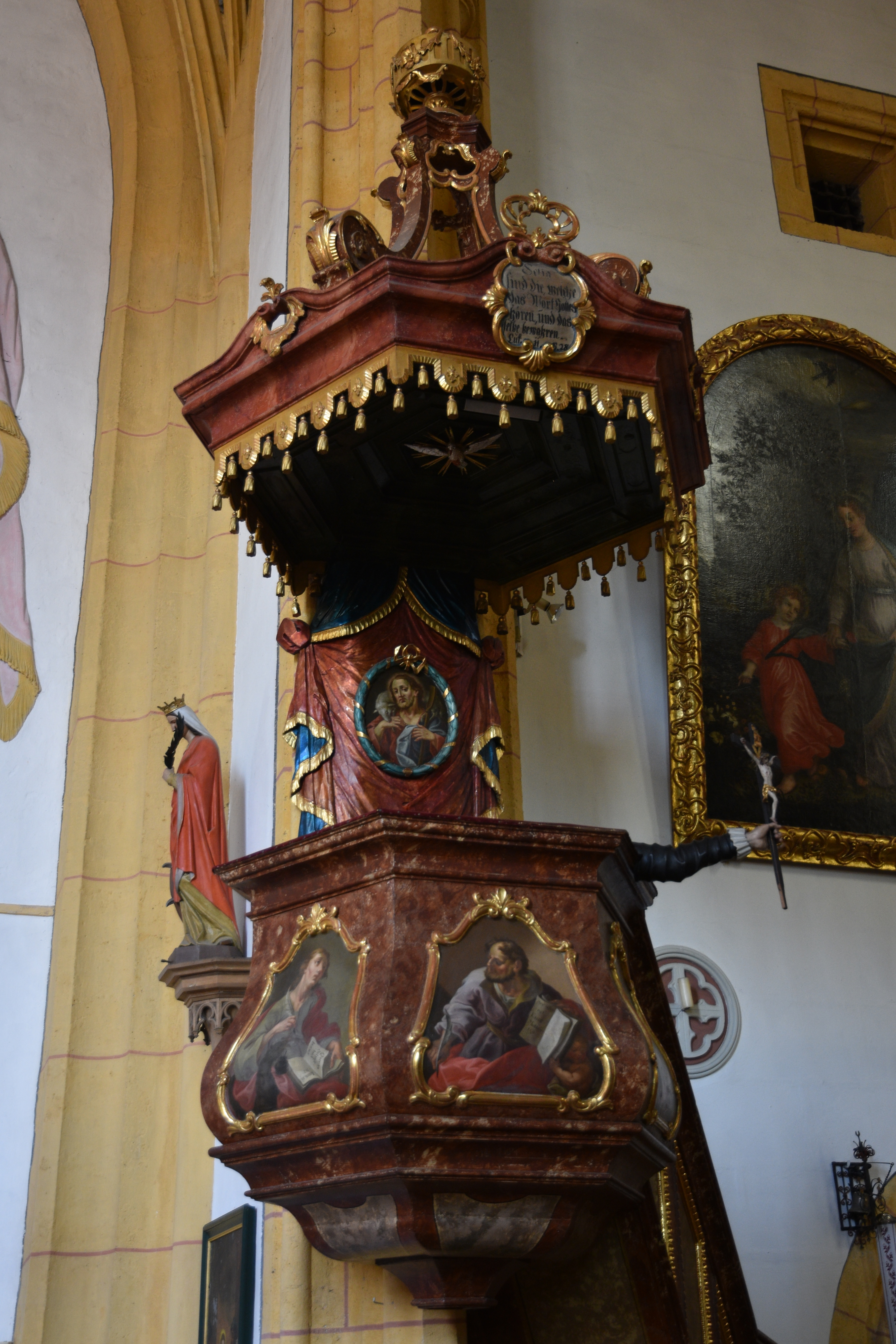
Kanzel (Aufnahme 2020)
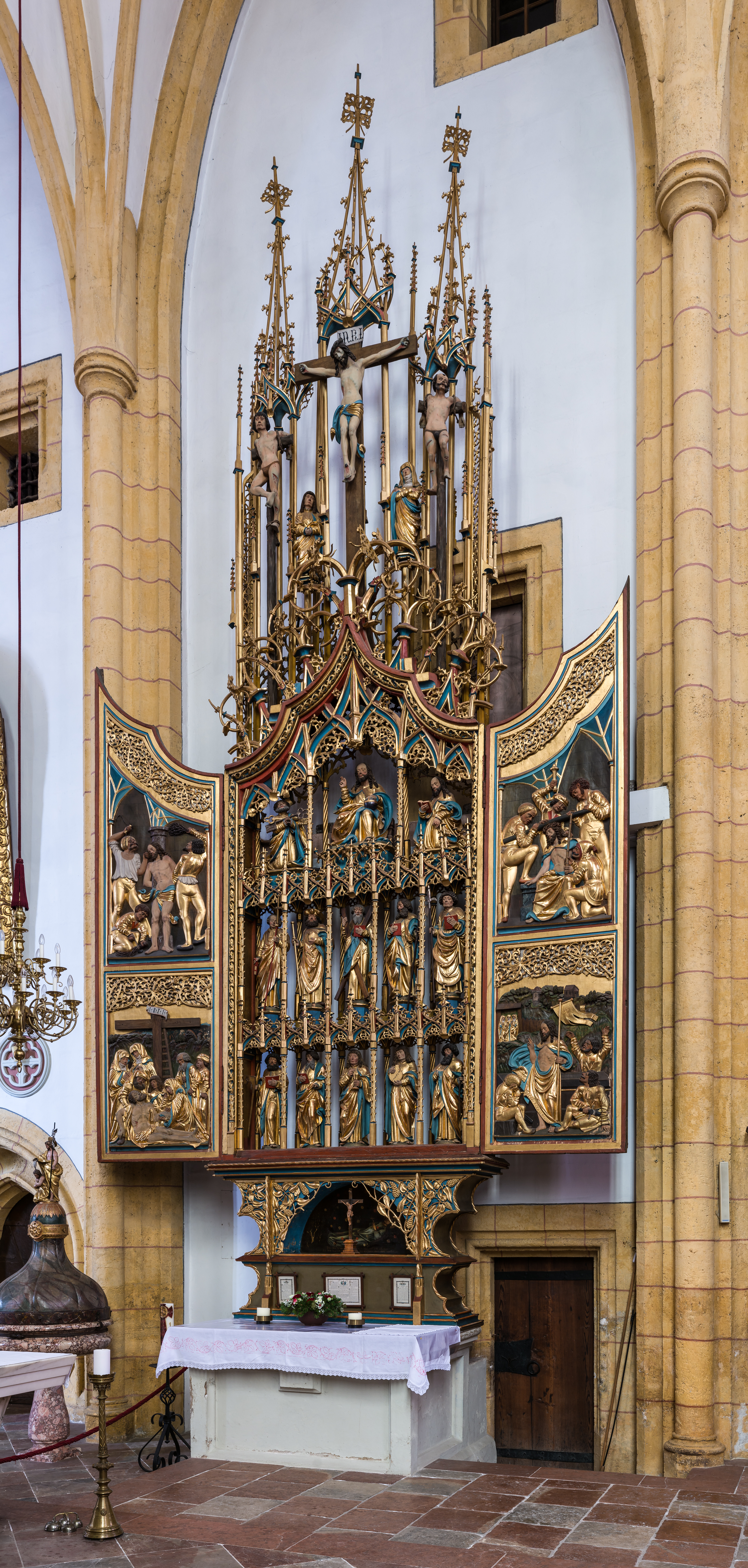
Gotischer Flügelaltar um 1520 von Lienhard Astl